# Museu de Zoologia da Universidade de São Paulo
Museu de Zoologia da Universidade de São Paulo, ou MZUSP é um museu público de história natural no bairro do Ipiranga, na cidade de São Paulo, atrás do Museu do Ipiranga. Sua sede é um prédio construído com o propósito de ser um museu de história natural, com vitrais e decorações em gesso, exibindo temática zoológica. Sua exposição abriga uma série de animais empalhados, fósseis, réplicas de fósseis e diversas informações didáticas. Com entrada temporariamente gratuita, atrai público de todas as idades.
O museu começou a funcionar no final do século XIX como parte do Museu Paulista e em 1941 mudou-se para um edifício dedicado. Em 1969, o museu passou a fazer parte da Universidade de São Paulo, recebendo seu nome atual. Além do espaço de visitação, o museu também abriga coleções científicas de diversos grupos zoológicos, e seu corpo de docentes realiza pesquisas e fornece disciplinas a alunos de graduação e pós-graduação. Desde 2011 o Museu de Zoologia possui pós-graduação própria em "Sistemática, Taxonomia Animal e Biodiversidade". Além disso, oferece também pós-graduação em museologia, pelo programa interunidades da USP.
O MZUSP possui uma das maiores coleções de história natural da América Latina, com mais de 8,5 milhões de espécimes preservados de vertebrados anfíbios, mamíferos, pássaros, peixes e répteis) e invertebrados (cnidários, insetos, crustáceos, aracnídeos, miriápodes, anelídeos, moluscos e outros grupos marinhos). Cada coleção é organizada de forma independente e organizada de acordo com necessidades específicas. Outras instalações do museu incluem uma biblioteca especializada em zoologia e laboratórios dedicados à pesquisa em cronobiologia, microscopia eletrônica, biologia molecular, histologia e tomografia computadorizada . O MZUSP também opera a Estação Biológica Boracéia na floresta perto de Salesópolis para pesquisa de campo
O Museu foi fechado em 2011 para reformas e foi reaberto em 2015 com novidades como a exposição "Biodiversidade: conhecer para preservar." A organização interna no Museu de Zoologia conta agora com uma nova cenografia e mais diversidade de animais em sua galeria, além de um recente laboratório aberto para o público, de modo que as pessoas possam interagir com uma simulação dos bastidores do museu.
Há atualmente uma discussão que envolve o local do Museu: discute-se a possibilidade de transferi-lo para a Cidade Universitária Armando Salles de Oliveira, no futuro "Parque dos Museus", mas a intenção é que o Museu de Zoologia continue no bairro do Ipiranga.

## História

### Formação

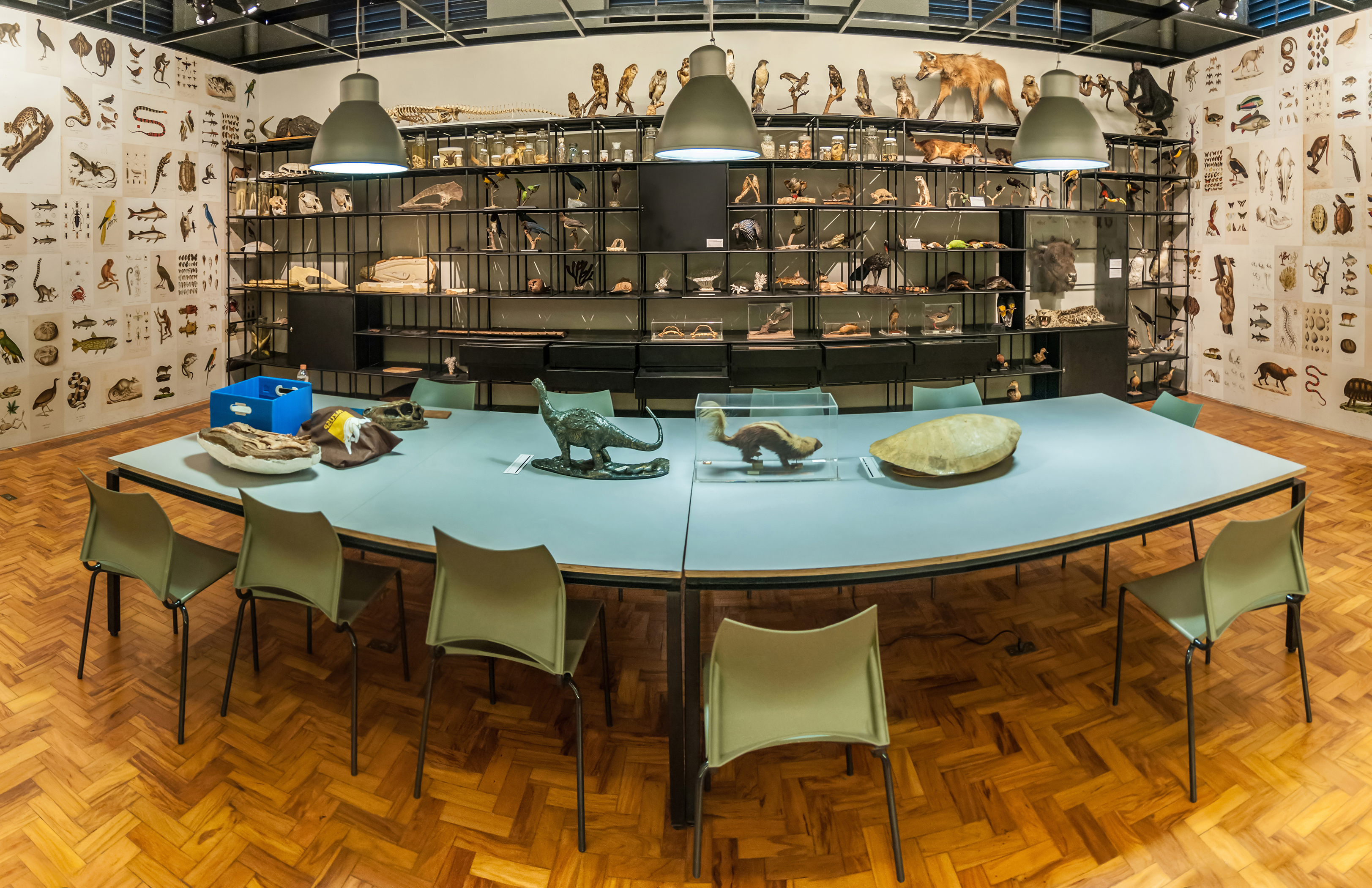
Sala lúdica

O Museu de Zoologia foi formado a partir do Museu Paulista, inaugurado propriamente em 1895, no Monumento do Ipiranga. Este museu foi construído com o material de história natural acumulado desde 1870 pelo Coronel Joaquim Sertório, irmão de Domingos Sertório. Em 1890, a coleção do Coronel foi doada pelo diretor do Museu Paulista, Francisco Mayrink, para o Governo do estado de São Paulo uma coleção de história natural compilada durante a década de 1870.
Essa coleção foi posteriormente organizada pela Comissão Geográfica e Geológica do estado de São Paulo. Em 1895, as coleções foram transferidas para o novo prédio do Museu Paulista, no bairro do Ipiranga, em São Paulo. Nos próximos 40 anos, novas pesquisas foram realizadas com base nas crescentes coleções zoológicas, botânicas, etnográficas e históricas, alojadas no Museu Paulista. Na década de 1930, o Museu de Zoologia ainda não era uma instituição independente; ainda era a Seção de Zoologia do Museu Paulista.
Em 11 de janeiro de 1939 a o acervo de Zoologia passa a ganhar mais reconhecimento: A Secretaria de Agricultura, Indústria e Comércio do Estado de São Paulo cria o Departamento de Zoologia, dando uma continuidade mais acentuada à Seção de Zoologia do Museu Paulista. Este Departamento ganha, inclusive, um novo prédio construído em 1941 que permanece exclusivo ao acervo até os dias de hoje. Somente em 1969 o edifício é englobado pela Universidade de São Paulo e transformado no "Museu de Zoologia" propriamente dito.

### Atualmente
O Museu de Zoologia da Universidade de São Paulo adquiriu grande prestígio por se tratar de uma fonte de conhecimento diversificado sobre a biodiversidade brasileira e global. Possui um dos maiores acervos zoológicos da América Latina, o que traz para o Museu um estudo detalhado e qualificado desta área. São mais de 10 milhões de exemplares e alguns possuem a exclusividade de testemunhos sobre espécies já extintas. O museu foi a primeira instituição brasileira reconhecida como fiel depositária pelo Conselho de Gestão do Patrimônio Genético do Ministério do Meio Ambiente do Brasil .
A biblioteca conta com equipamentos modernos que possam dialogar tanto com as exigências de cientistas quanto com a curiosidade e o interesse do público em geral. Seu patrimônio é de 78.850 volumes e desempenha um papel importante na área da biologia evolutiva, paleontologia, ecologia e biologia molecular.

## Coleções

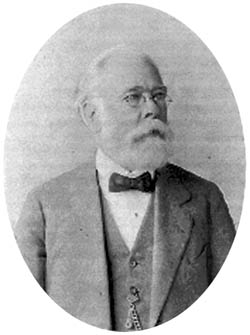
Hermann von Ihering (1850–1930) liderou os esforços para adquirir e estudar muitos dos primeiros espécimes do MZUSP

O Museu de Zoologia é o lar de várias coleções zoológicas significativas. Cada coleção é curada independente e organizada para cada grupo de animais. É uma das maiores coleções biológicas da América Latina, com mais de 10 milhões de espécimes preservados. Várias sub-coleções estão entre as maiores das Américas e do mundo, com um grande número de espécimes e espécies de espécies agora extintas . A preparação dos espécimes destinados à exibição pública é separada da dos espécimes de pesquisa.

### Peixes
Em 2000, a coleção ictológica foi considerada uma das maiores coleções de peixes neotropicais e uma das 10 maiores do mundo. Continha quase 1,3  milhões de espécimes, preservados principalmente em etanol. Em 2020, a coleção conta com mais de 130.000 lotes (cada lote pode conter várias amostras) ocupando uma área de 700 metros e tendo mais de 9000 espécies A maioria dos peixes foi coletada no Brasil e 80% da coleção é de peixes de água doce.
A coleção teve início no final do século XIX, em comum com as demais coleções do MZUSP, e em 1940 já contava com 3.000 lotes. Durante a década de 1960, vários especialistas foram contratados. O programa Expansão Permanente à Amazônia (EPA) levou a 8 anos de coletas contínuas de peixes da região amazônica.
Acoleção expandiu-se consideravelmente também devido a expedições de pesquisa e prospecção no litoral sul do Brasil pelo Instituto Oceanográfico da Universidade de São Paulo . Com o estabelecimento de programas de pós-graduação e pesquisa brasileira, a coleção continua a crescer.

### Répteis e anfíbios
Em 2000, a coleção herpetológica do museu foi considerada a sexta maior do gênero, e é reconhecida como o maior conjunto de répteis e anfíbios da América do Sul. Em 2020, ela contém cerca de 260.000 amostras (um aumento de quase 12% em comparação com 230.000 amostras 13 anos antes), incluindo cerca de 120.000 répteis e 140.000 anfíbios (principalmente preservados em meios úmidos). Desses espécimes, 468 são espécimes-tipo. A coleção também apresenta um grande número de amostras de tecido (cerca de 6.850 itens) e quase 1.000 esqueletos, preservados a seco.
O acervo herpetológico começou como material de expedições esporádicas até o final do século XIX, que ainda estava alojado no Museu Paulista. A maioria das amostras foi identificada por pesquisadores durante o início do século XX. Em 1946, o zoólogo Paulo Emílio Vanzolini tornou-se curador de herpetologia. Vanzolini foi o principal responsável pela expansão da coleção de cerca de 1.200 amostras para seu tamanho atual. Em março de 2002, ele foi sucedido pelo zoólogo Hussam El Dine Zaher, que até 2020 é o responsável pela curadoria da coleção.

### Pássaros

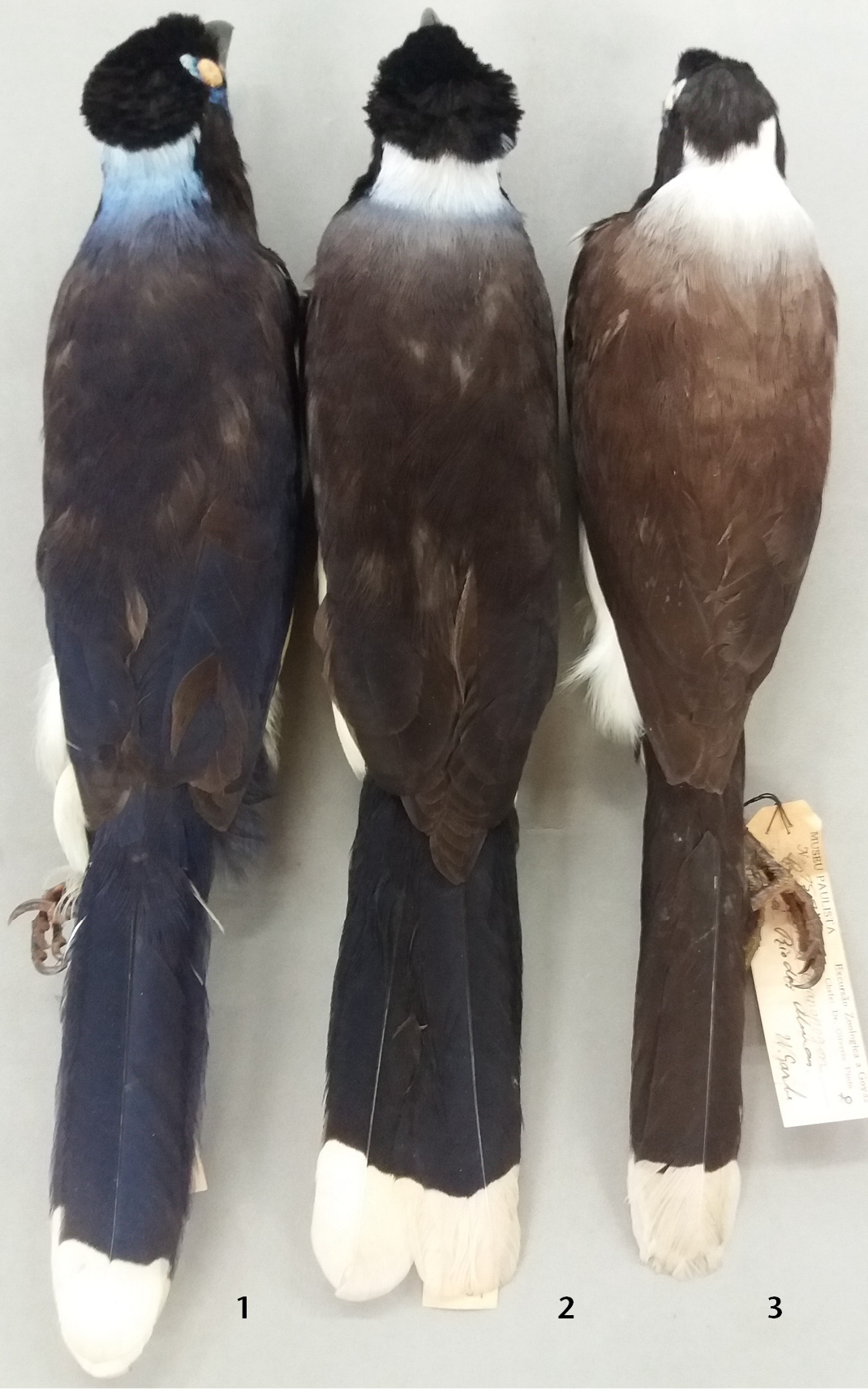
Exemplares de gralhas da coleção ornitolǵica do museu

A coleção ornitológica é a maior e mais completa coleção de aves brasileiras do mundo. Em 2020, essa coleção inclui 115.000 amostras taxidermizadas mantidas em armários de armazenamento. Destas amostras, 160 são espécimes-tipo. A coleção ornitológica também contém amostras de tecido (cerca de 4.000 itens), 2.000 ninhos, 3.000 ovos, com mais de 2.000 espécimes preservados em meio úmido. Também há vocalizações gravadas de mais de 800 espécies.
A coleção de ornitologia data das primeiras coleções do Museu Paulista, com seus primeiros espécimes conhecidos coletados no final do século XIX. Durante esta primeira fase, a coleção foi curada pelo zoólogo Hermann von Ihering e foram realizadas expedições que geraram conhecimento da diversidade da avifauna brasileira. Os naturalistas viajantes associados ao museu exploraram áreas remotas (incluindo o rio Juruá em 1902 e outras regiões do Brasil) e coletaram espécimes. Após a partida de Ihering em 1916, a atividade de campo associada à coleção ornitológica diminuiu. Após 1929, sob a curadoria do zoólogo Olivério Pinto, a atividade aumentou; pesquisas foram realizadas em todos os biomas, em vários locais. Beneficiando da atividade do colecionador equatoriano A. Martins Olalla, a coleção de ornitologia se tornou a maior e mais completa coleção brasileira do gênero. Sob muitos trabalhos científicos de Pinto foram publicados, incluindo catálogos de pássaros brasileiros e a inacabada Ornithologia brasiliense.
A coleção serve de referência para programas de análise de biodiversidade da FAPESP e para elaboração de listas vermelhas para aves ameaçadas de extinção.
Pinto foi sucedido por Eurico Camargo e Helio Camargo, que continuaram a tradição de descrever e documentar a diversidade de aves brasileiras no MZUSP. Após a aposentadoria de Camargo em 1981, a coleção estagnou até que as atividades de amostragem e catalogação foram retomadas em 2003. A coleção de ornitologia é comissariada pelo zoólogo Luis Fábio Silveira..

### Mamíferos
Em 2020, a coleção de mamíferos (mastozoológica) possuía 50.000 espécimes (um aumento de quase 80% em relação aos 28.000 espécimes registrados em 2000) coletados em território brasileiro, especialmente do sudeste e da floresta amazônica. Em 2000, a coleção de mamíferos do museu foi considerada a segunda maior das Américas. Seus primeiros espécimes conhecidos foram catalogados em 1895. Em 1930, o zoólogo Carlos Octaviano da Cunha Vieira tornou-se o primeiro curador da coleção de mamíferos, permanecendo no cargo até sua morte em 1958. Durante seu mandato, Vieira ampliou a coleção de cerca de 3.000 para mais de 15.000 espécimes, publicando catálogos e monografias sobre mamíferos brasileiros. Vieira foi sucedido pelo zoólogo Cory Carvalho, curador da coleção de mamíferos de 1960 a 1961. Após a saída de Carvalho, a coleção não tinha curador exclusivo até 1999, quando o zoólogo Mário de Vivo assumiu o cargo.
Após a aposentadoria de Mário de Vivo em 2017, a professora Joyce Rodrigues do Prado foi contratada e assumiu a curadoria da coleção.

### Crustáceos
Em 2020, a coleção de crustáceos (carcinológica) continha mais de 500.000 espécimes, sendo a maior da América Latina. Inclui  600 tipos de espécies diferentes. Os lotes marinhos compreendem principalmente espécies do Atlântico Ocidental e incluem material extenso da ordem Decapoda de outras bacias oceânicas . Os espécimes terrestres e de água doce são principalmente dos neotrópicos, incluindo quase todas as regiões do Brasil. A coleção começou em 1894 (então no Museu Paulista) com o trabalho de Hermann von Ihering e seus colegas, incluindo Ernest Garbe e Hermann Lüderwaldt. Em 1939, a coleção foi transferida para o Departamento de Zoologia, onde permaneceu até 1969 (quando foi incorporada à Universidade de São Paulo). Em 1961, o Departamento de Zoologia contratou o Zoólogo Gustavo Augusto Schmidt de Melo, que participou de várias expedições enfatizando a coleta de crustáceos decápodes em águas marinhas e continentais. Sob a curadoria do Dr. Gustavo de Melo, de 1961 até 2002, a coleção de Crustáceos atingiu projeção internacional. Desde 2003, a coleção é curada pelo zoólogo Marcos Domingos Siqueira Tavares.

### Insetos
Em 2000, a coleção de insetos era a maior em número de espécimes do MZUSP, com mais de 4,8 milhões de insetos conservados secos (fixados) ou em etanol. Em 2020, conta com mais de 8 milhões de espécies A coleção é uma agregação de coleções menores focadas em ordens individuais de insetos, como Coleoptera (besouros), Diptera (moscas verdadeiras), Hemiptera (insetos verdadeiros), Hymenoptera (moscas, vespas, abelhas e formigas), Isoptera (cupins) e Lepidoptera (mariposas e borboletas). Cada coleção é comissariada de forma independente.
Coleoptera

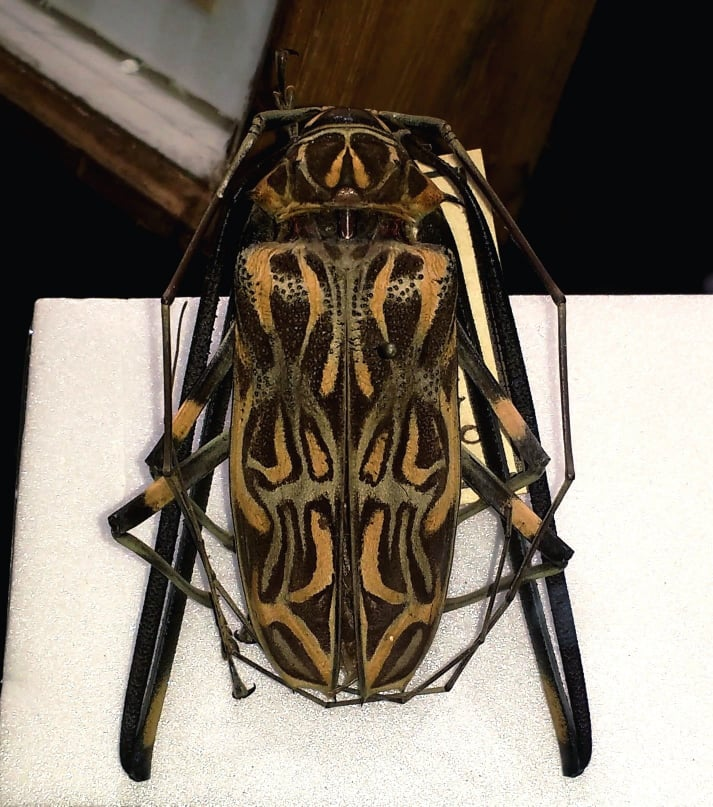
Besouro-da-figueira da coleção de besouros do MZUSP

A coleção Coleoptera é a segunda maior coleção de insetos do MZUSP, com quase um milhão de espécimes, incluindo representantes de 111 famílias que ocorrem no Brasil. A coleção consiste principalmente de espécies neotropicais (do Brasil) e inclui cerca de 2.300 tipos primários. As larvas de coleópteros são mantidas em armários metálicos como uma coleção distinta. Todas as suas 40.000 amostras foram criadas em laboratório, incluindo 18.000 adultos, 19.000 larvas e 3.200 pupas de cerca de 90 famílias. A maioria das amostras adultas é armazenada com amostras imaturas (preservadas em etanol), mas um pequeno número é mantido seco em armários separados. A coleção consiste principalmente de espécies coletadas em estados brasileiros.
Diptera
A coleção Diptera é a maior coleção de insetos do MZUSP. Consiste em 550.000 espécimes preservados secos e mais de 500.000 indivíduos preservados em etanol, totalizando mais de 1.050.000 espécimes. É considerada a maior coleção da América Latina e uma das mais importantes do mundo devido ao seu grande número de tipos. A coleção Diptera começou na antiga Seção de Zoologia do Museu Paulista. Durante o século XX, foi acumulado e curado com a ajuda de vários pesquisadores: Messias Carrera e Maria Aparecida Vulcano d'Andretta na década de 1940, José Henrique Guimarães e Nelson Papavero na década de 1960 e Nelson Bernardi e Francisca do Val no início da década de 1970.
Hymenoptera
A coleção Hymenoptera compreende vespas, formigas e abelhas de aquisições e trocas com outras instituições e expedições. Os primeiros espécimes catalogados foram coletados por Hermann Lüderwaldt e Hermann von Ihering durante o início do século XX. A coleção de abelhas do museu foi adquirida principalmente no estado de São Paulo e é considerada uma das três maiores coleções do gênero no país. A coleção de vespas aculeadas (com ferrão) é notável por conter representantes de grupos como Chrysididae (vespa-cuco), Mutillidae, Vespidae, Pompilidae, Sphecidae (vespas cavadoras) e Crabronidae . A coleção Formicidae (formigas) é considerada a mais representativa da região neotropical por seu número de espécimes tipo, diversidade de espécies e cobertura geográfica.
Isoptera
A coleção Isoptera é composta por cerca de 27 500 espécimes de todos os biomas brasileiros. Inclui 82 espécimes-tipo, e espécimes de todos os gêneros conhecidos na região neotropical, grande parte das regiões paleoártica e neoárticactic, Ásia, Austrália e Etiópia . Recentemente, a coleção cresceu devido a coletas no contesto do Programa Biota da FAPESP, com coletas nas usinas hidroelétricas de Jirau e Santo Antônio, em Rondônia.
Lepidoptera

Coleção de borboletas brasileiras

A coleção Lepidoptera contém por volta de 400.000 exemplares de borboletas e mariposas. O maior número de tipos são lepidópteras coletadas no sudeste do Brasil. As amostras, em geral, são principalmente dos neotrópicos. A coleção começou no final do século XIX (incluindo material coletado por Ernst Garbe, Hermann Lüderwaldt e R. Spitz durante o início do século XX) e foi curada pelo zoólogo Lauro Travassos entre os anos 1940 e 1969. Desde 2006, a coleção é curada pelo zoólogo Marcelo Duarte da Silva.

### Moluscos

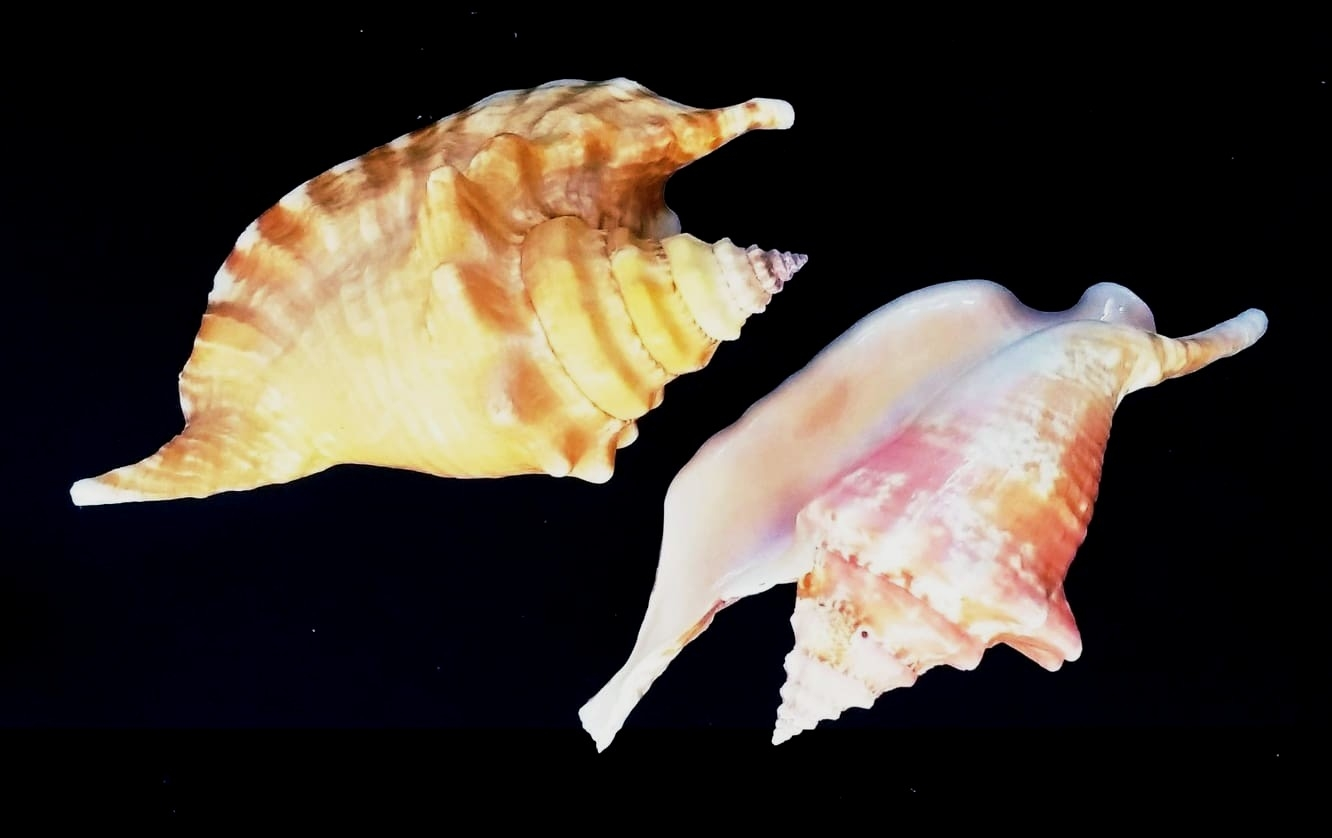
Concha de Aliger gallus da coleção malacológica do museu

### Coleção malacológica do MZUSP
A coleção malacológica do MZUSP é provavelmente a maior da América Latina; em 2000, havia quase 40.000 lotes catalogados. Em 2025, o acervo conta com de 165.000 lotes e cerca de 1.5 milhão de de espécimes preservados secos (conchas de moluscos) ou em etanol (animais inteiros com concha e partes moles ou partes moles somente). A coleção tem mais de 1300 espécimes-tipo, primários ou secundários (parátipos e paralectótipos). Compreende espécimes de muitas regiões globais, com ênfase nos neotrópicos e na costa ocidental do Atlântico. Os primeiros exemplares da coleção são anteriores ao Museu Paulista; quase 2.000 espécimes datam da década de 1880, originários da coleção de Hermann von Ihering, que ele trouxe para o Brasil. Vários pesquisadores curaram a coleção durante o século XX, incluindo Frederico Lange de Morretes (década de 1930), Eveline e Ernst Marcus (década de 1950). O acervo esteve sob a curadoria do Professor José Luiz Moreira Leme da década de 1960 até o início da década de 2000 e, desde 2003, é comissariada pelo professor Luiz Ricardo Lopes de Simone, quando a coleção expandiu grandemente o acervo de 36.000 lotes para o montante atual.

### Aracnídeos
A coleção de aracnídeos (Chelicerata) é a terceira maior do Brasil (a segunda maior em número de espécimes-tipo), com mais de 32.000 lotes preservados principalmente em etanol. Três quartos dos lotes são aranhas e um quinto são opiliõe. A coleção tem 600 espécimes do tipo primário, dos quais 60% são aranhas e 28% são opiliões. A coleção começou com espécimes coletados por pesquisadores e naturalistas viajantes durante os séculos XIX e XX. A coleção é comissariada pelo zoólogo Ricardo Pinto-da-Rocha.

### Invertebrados marinhos
A coleção de invertebrados marinhos é composta por espécimes de outros táxons que não crustáceos e moluscos. Ele inclui Annelida, Brachiopoda, Bryozoa, Cestoda, Cephalochordata, Hemichordata, Cnidária, Ctenophora, Equinodermes, echiura, Entoprocta, Nematoda, Foraminífera, Phoronida, rotifera, Turbelários, Trematoda, Urochordata, Porifera, Priapulida e Sipuncula . Os espécimes são principalmente marinhos (Atlântico Ocidental e Oceano Antártico ), mas alguns são de água doce neotropical e terrestre. Contendo quase 200.000 lotes e cerca de 650 espécimes-tipo, a coleção foi construída com os esforços de pesquisadores do final do século XIX, incluindo Ernst e Eveline Marcus, Gilberto Righi, Luis Roberto Tommasi, Antonio Sérgio Ferreira Ditadi, Jeanete Maron Ramos, Gertrude Rita Kloss e Sérgio. de Almeida Rodrigues.

### Outras coleções
Em 2000, a coleção Acari (ácaros) do MZUSP foi considerada a segunda maior do Brasil, com 1.500 lotes Em 2000 também, a coleção Myriapoda (milípedes e centopéias) era considerada a maior do gênero no Brasil, com quase 8.800 lotes.. A coleção paleontológica abriga fósseis extraídos de bacias sedimentares brasileiras, incluindo Bauru, São Francisco e Araripe.

## Biblioteca e laboratórios
Além de suas coleções de história natural, o Museu de Zoologia possui uma biblioteca e laboratórios dedicados à cronobiologia, microscopia eletrônica, biologia molecular, histologia e tomografia computadorizada . Sua biblioteca possui uma das coleções zoológicas mais completas da América do Sul: mais de 270.000 volumes (incluindo livros, teses e dissertações), revistas científicas, revistas especializadas, mapas e mídia eletrônica de armazenamento de informações.

### Laboratório de Microscopia Eletrônica
O Laboratório de Microscopia Eletrônica está em operação desde 1998. Um espaço multiusuário, atende às necessidades de pesquisadores e estudantes do MZUSP e de outras instituições. O laboratório possui um microscópio eletrônico de varredura, permitindo análises detalhadas da superfície da estrutura da amostra. As amostras para análise são tratadas internamente para garantir a preservação quando submetidas a um feixe de elétrons .

### Laboratório de Biologia Molecular
No porão do MZUSP, o Laboratório de Biologia Molecular auxilia pesquisadores e estudantes em projetos de pesquisa e visa atender às demandas de ensino, pesquisa e extensão do programa de pós-graduação MZUSP e programas associados.

## Estação Biológica Boraceia

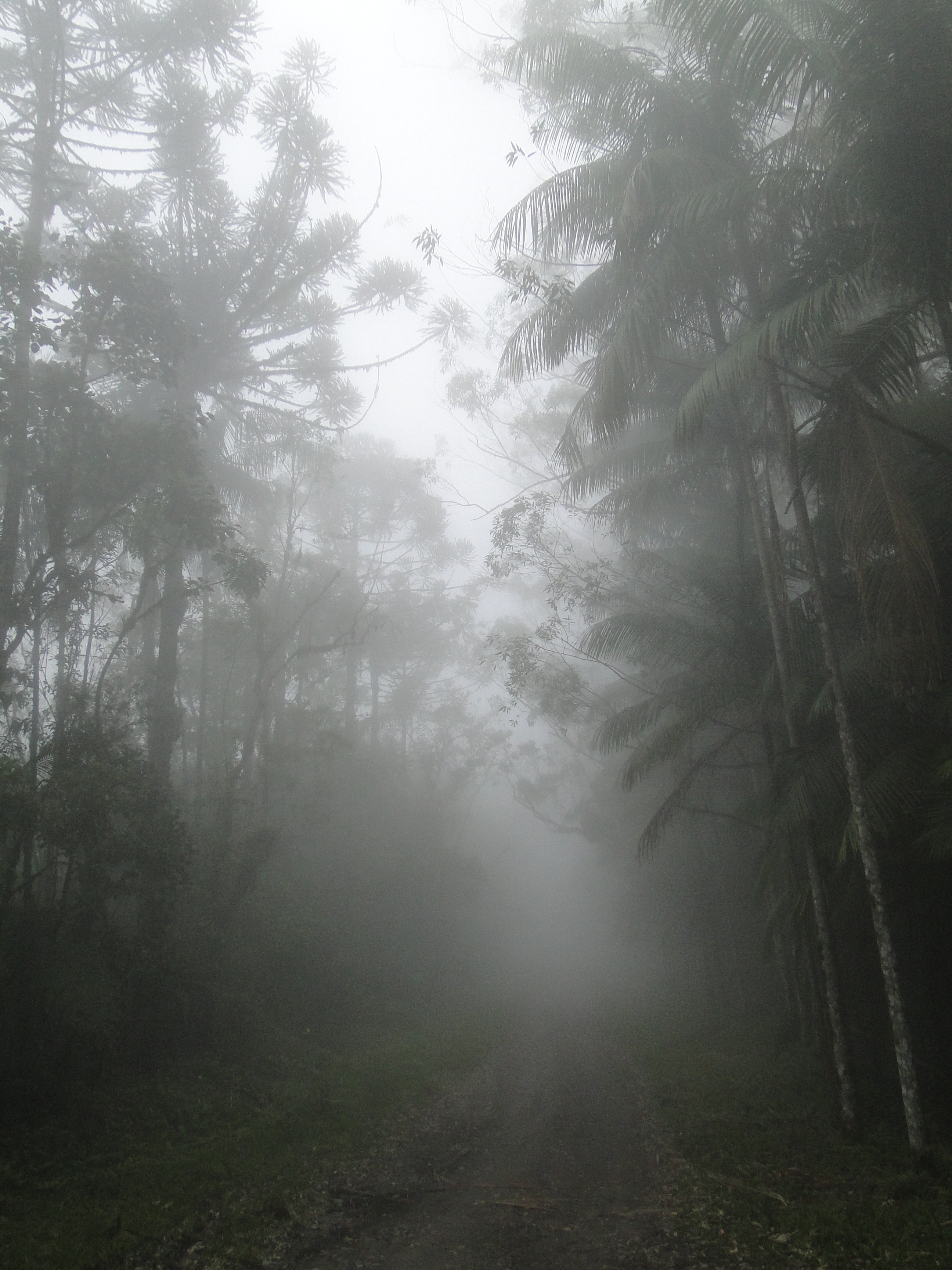
Mata Atlântica na Estação Biológica Boraceia

A Estação Biológica Boraceia foi estabelecida por lei em 16 de março de 1954. Abrange cerca de 96 hectares em uma reserva florestal primária de 6.800 acres (16.450 hectares) que protege uma bacia hidrográfica de cerca de 110 quilômetros (68 mi) da cidade de São Paulo, no município de Salesópolis . Devido à sua localização na Mata Atlântica, a área atraiu a atenção de zoólogos e botânicos antes da criação da estação.
A estação começou em 1938 como uma estação experimental do Instituto Agronômico de Campinas . As excursões zoológicas à área começaram em 1941, principalmente por pesquisadores do antigo Departamento de Zoologia. Em 1952, o Instituto de Agronomia terminou suas atividades na área; Em 1954, a estação foi transferida para o Departamento de Zoologia, tornando-se a Estação Biológica Boracéia para pesquisas gerais.

## Pessoal e corpo discente
Em 2016, o Museu de Zoologia contava com 87 funcionários, incluindo 13 professores e pesquisadores e 74 administradores e técnicos. O corpo discente era formado por 68 estudantes de graduação e 25 de pós-doutorado .